# 威氏半鱨
威氏半鱨，為輻鰭魚綱鯰形目鱨科的其中一種，為熱帶淡水魚類，分布於亞洲泰國至印尼淡水流域，本魚體延長，頭部寬且扁平，體色為灰黑色，無任何斑紋，尾鰭叉形，上下葉邊緣乳白色，背鰭硬棘1枚、背鰭軟條7枚、臀鰭軟條10-13枚、脊椎骨50-51個，體長可達71公分，棲息在溪流底層水域，以昆蟲、甲殼類及魚類為食，生活習性不明，可做為食用魚及觀賞魚，水族界俗稱白劍尾鴨嘴。

## 扩展阅读
維基物種上的相關：威氏半鱨